# Lijst van oudkatholieke bisschoppen van Haarlem
Onderstaand volgt een lijst van bisschoppen van het bisdom Haarlem, een Nederlands oudkatholiek bisdom.

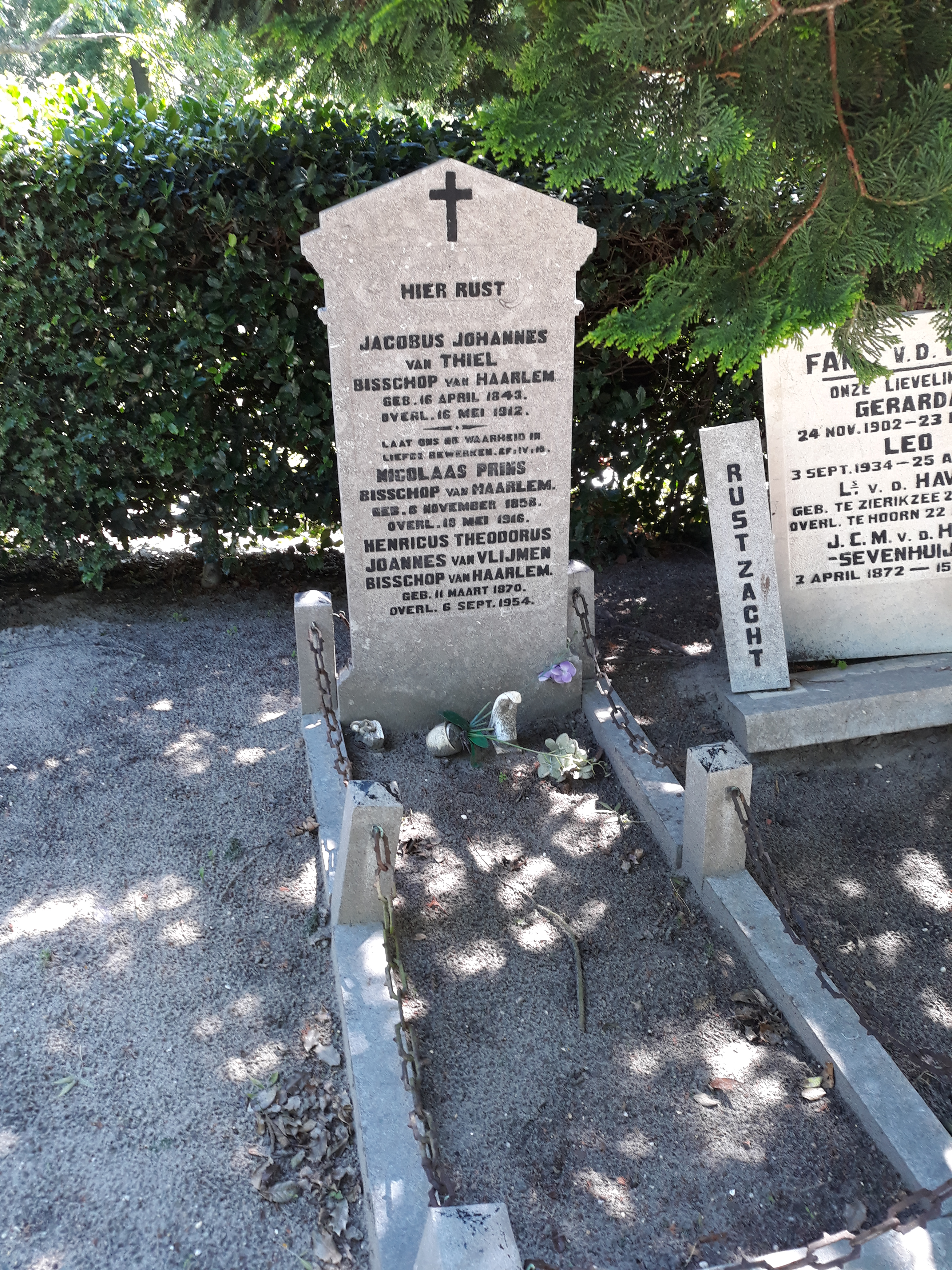
Graf van de bisschoppen van Thiel, Prins en van Vlijmen op de Algemene Begraafplaats Kleverlaan te Haarlem.

| Bisschop van Haarlem                                              | Bisschop van Haarlem                    | Bisschop van Haarlem         |
| ----------------------------------------------------------------- | --------------------------------------- | ---------------------------- |
| Zie ook de lijst van bisschoppen van het bisdom Haarlem voor 1587 |                                         |                              |
| 1727 - 1731                                                       | Martinus Doncker                        | bisschop-elect               |
| 1742 - 1744                                                       | Hieronymus de Bock                      |                              |
| 1745 - 1777                                                       | Johannes Stiphout                       |                              |
| 1778 - 1800                                                       | Adrianus Broekman                       |                              |
| 1801 - 1810                                                       | Johannes Nieuwenhuis                    |                              |
| 1810 - 1815                                                       | sedisvacatie                            |                              |
| 1815 - 1841                                                       | Johannes Bon                            | bisschop-elect (1815 - 1819) |
| 1842 - 1862                                                       | Henricus van Buul                       | bisschop-elect (1842 - 1843) |
| 1863 - 1867                                                       | Lambertus de Jongh                      | bisschop-elect (1863 - 1865) |
| 1867 - 1906                                                       | Casparus Johannes Rinkel                | bisschop-elect (1867 - 1873) |
| 1906 - 1912                                                       | Jacobus Johannes van Thiel              |                              |
| 1912 - 1916                                                       | Nicolaas Prins                          |                              |
| 1916 - 1945                                                       | Henricus Theodoris Johannes van Vlijmen |                              |
| 1945 - 1967                                                       | Jacobus van der Oord                    |                              |
| 1967 - 1987                                                       | Gerhardus Anselmus van Kleef            |                              |
| 1987 - 1994                                                       | Teunis Johannes Horstman                |                              |
| 1994 - 2008                                                       | Jan Lambert Wirix-Speetjens             | bisschop-elect (1994 - 1995) |
| 2008 - heden                                                      | Dirk Jan Schoon                         |                              |